# Émilie Loit
Émilie Loit (ur. 9 czerwca 1979 w Cherbourg) – francuska tenisistka.

## Kariera tenisowa
Émilie jest zawodniczką leworęczną z oburęcznym backhandem. 19 kwietnia 2004 została sklasyfikowana na 27. miejscu w rankingu singlowym, a rok wcześniej osiągnęła pozycję piętnastej deblistki świata. Wygrała trzy turnieje zawodowe singlowe: w 2004 w Casablance i w Estoril oraz w 2007 w Acapulco. Znacznie więcej sukcesów – szesnaście – osiągnęła w grze podwójnej. Prócz tego awansowała także do dziesięciu innych meczów mistrzowskich, w których zwyciężczyniami okazały się inne deblistki.
Francuzka otrzymała status profesjonalny w 1994. W rozgrywkach WTA Tour zadebiutowała na turnieju mającym miejsce w Paryżu (1998), docierając do drugiej rundy i ulegając Nathalie Tauziat. W tym samym sezonie po raz pierwszy osiągnęła miejsce wśród najlepszych stu tenisistek na świecie. W 1999 w Australian Open pokonała Conchitę Martínez i została jedną z czterech Francuzek w czwartej rundzie tej imprezy (obok Amélie Mauresmo – późniejszej finalistki, Mary Pierce i Sandrine Testud). Było to dla Francuzek wyrównanie rekordu z 1954 roku z French Open.
W kolejnych latach Émilie wygrywała turnieje deblowe, osiągała także półfinały imprez zawodowych. Nie ma na koncie żadnego przegranego singlowego finału zawodowej imprezy. W sezonie 2006 wygrała dwa turnieje deblowe (Hobart i Paryż) oraz trzykrotnie była w półfinałach turniejów gry pojedynczej – ostatnio w Portorožu.
W sezonie 2007 wygrała turniej w Acapulco, w finale z Flavią Pennettą. Była również w finale gry podwójnej tego turnieju z Nicole Pratt.
W maju 2009, po przegranym meczu 1. rundy French Open z Timeą Bacsinszky, ogłosiła zakończenie kariery zawodowej.

## Finały turniejów WTA
| Legenda                | Legenda |
| ---------------------- | ------- |
| Wielki Szlem           |         |
| Igrzyska olimpijskie   |         |
| WTA Tour Championships |         |
| 1988 – 2008            |         |
| Kategoria I            |         |
| Kategoria II           |         |
| Kategoria III          |         |
| Kategoria IV           |         |
| Kategoria V            |         |

### Gra pojedyncza 3 (3-0)
| Końcowy wynik | Nr | Data             | Turniej    | Nawierzchnia | Przeciwniczka     | Wynik finału |
| ------------- | -- | ---------------- | ---------- | ------------ | ----------------- | ------------ |
| Zwyciężczyni  | 1. | 11 kwietnia 2004 | Casablanca | Ceglana      | Ľudmila Cervanová | 6:2, 6:2     |
| Zwyciężczyni  | 2. | 18 kwietnia 2004 | Estoril    | Ceglana      | Iveta Benešová    | 7:5, 7:6(1)  |
| Zwyciężczyni  | 3. | 3 marca 2007     | Acapulco   | Ceglana      | Flavia Pennetta   | 7:6, 6:4     |